# 上洛约什
上洛约什，是匈牙利南部巴奇-基什孔州所辖的一个村，总面积11.41平方公里，总人口985，人口密度86.32人/平方公里（2005年）。地理坐标为47°04′N 19°31′E。